# Загрузочный сектор
Загрузочный сектор, бутсектор (англ. boot sector, Volume boot sector (Volume boot record), Partition boot sector) — это особый сектор на жёстком диске, дискете или другом дисковом устройстве хранения информации. (Для дискеты это первый физический сектор, для жёсткого диска — первый физический сектор для каждого раздела.) В процессе загрузки компьютера с дискеты он загружается в память программой POST (в компьютерах архитектуры IBM PC обычно с адреса 0000:7c00), ему передается управление командой long jump.
Загрузочный сектор, иногда называемый stage1 (то есть первым этапом загрузки операционной системы), загружает программу второго этапа загрузки операционной системы stage2 (вторичный загрузчик, иногда в качестве stage2 загружается boot manager или программа авторизации и защиты доступа). В некоторых ОС роль stage1 выполняет MBR, и при загрузке ОС с жёсткого диска загрузочный сектор не используется.